# Tennis aux Jeux africains
Les compétitions de tennis aux Jeux africains sont organisées à chaque édition depuis les premiers en 1965. L'épreuve féminine a été créée en 1987. En 1999, seule une compétition par équipe s'est déroulée.

## Résultats masculins

### Simple messieurs
| Édition          | Or                   | Argent                | Bronze                             |
| ---------------- | -------------------- | --------------------- | ---------------------------------- |
| Brazzaville 1965 | Mustapha Belkhodja   | Mabrouk Ali           | Pashuma Sharif                     |
| Lagos 1973       | Aly El Daoudi        | Thomson Onibokun      | Omar Laimina Yemisi Allan          |
| Alger 1978       | David Imonitie       | Tony Mmoh             | Mustapha Dislam Nduka Odizor       |
| Nairobi 1987     | Byron Black          | Sadiq Abdullahi       | Yahiya Doumbia Paul Wekesa         |
| Le Caire 1991    | Jean-Christophe Nabi | Claude N’Goran        | Innocent Modica Kyrian Nwokedi     |
| Harare 1995      | Grant Stafford       | Claude N’Goran        | Tamer El-Sawy Amr Ghoneim          |
| Abuja 2003       | Lamine Ouahab        | Raven Klaasen         | Claude N’Goran Willem Petrus Meyer |
| Alger 2007       | Lamine Ouahab        | Mohamed Mamoun        | Abdelhak Hameurlaine Haythem Abid  |
| Maputo 2011      | Takanyi Garanganga   | Sherif Sabry          | Duncan Mugabe Candy Idoko          |
| Brazzaville 2015 | Dennis Inondo        | Alexis Klegou         | Mark Fynn Ahmed Mounir             |
| Rabat 2019       | Mohamed Safwat       | Karim-Mohamed Maamoun | Adam Moundir                       |

### Double messieurs
| Édition          | Or                                   | Argent                         | Bronze                                                             |
| ---------------- | ------------------------------------ | ------------------------------ | ------------------------------------------------------------------ |
| Brazzaville 1965 | Ismail El Shafei Fathi Mohamed Ali   | Saeed Cockar Yashvin Shretta   | Mustapha Belkhodja Mohamed Kilani                                  |
| Lagos 1973       | Aly El Daoudi Ahmed Hassan           | Lawrence Awopegba Yemisi Allan |                                                                    |
| Alger 1978       | Nduka Odizor David Imonitie          | Tony Mmoh Kehinde Ajayi        | Abdesslam Mahmoudi Kamel Boudjemline Aziz Zouhir Magid Marrouki    |
| Nairobi 1987     | Byron Black Mark Gurr                | Sadiq Abdullahi Godwin Emeh    | Clive Wilson Graham Martin Romanus Nwazu David Imonitie            |
| Le Caire 1991    | Rashid Hassan Malcolm Birch          | Franklyn Ofori Kenneth Dowuona | Amr Ghoneim Moustafa Naim Eno Polo Norbert Oduor                   |
| Harare 1995      | Grant Stafford John-Laffnie de Jager | Tamer Essawi Amr Ghoneim       | Emmanuel Udozorh Godwin Omuta Louis Vosloo Damien Roberts          |
| Abuja 2003       | Raven Klaasen Willem Petrus Meyer    | Sunday Maku Jonathan Igbinovia | Amr Ghonim Karim Maamoun Mohamed Maamoun Mohamed Nashaat           |
| Alger 2007       | Lamine Ouahab Slimane Saoudi         | Karim Maamoun Mohamed Maamoun  | Salifu Mohammed Menford Owusu Haythem Abid Walid Jallali           |
| Maputo 2011      | Clifford Enosoregbe Onyeka Mbanu     | Candy Idoko Lawal Shehu        | Karim Maamoun Sherif Sabry Takanyi Granganga Mark Fynn             |
| Brazzaville 2015 | Wisdom Na Ajdrago George Darko       | Denis Inondo Sarma Nkuluta     | Omar Ka Yannick Languina Bishop Mosebi Lebelo Mosehle              |
| Rabat 2019       | Aziz Dougaz Skander Mansouri         | Adam Moundir Lamine Ouahab     | Karim-Mohamed Maamoun Sherif Sabry Akram El Sallaly Mohamed Safwat |

### Equipes messieurs
| Édition           | Or                               | Argent         | Bronze      |
| ----------------- | -------------------------------- | -------------- | ----------- |
| Johannesburg 1999 | Côte d’Ivoire                    | Afrique du Sud | Ile Maurice |
| Abuja 2003        | Afrique du Sud                   | Algérie        | Égypte      |
| Alger 2007        | Algérie                          | Égypte         | Tunisie     |
| Maputo 2011       | Égypte                           | Madagascar     | Nigeria     |
| Brazzaville 2015  | République démocratique du Congo | Nigeria        | Égypte      |
| Rabat 2019        | Maroc                            | Égypte         | Tunisie     |

## Résultats féminins

### Simple dames
| Édition          | Or                 | Argent                 | Bronze                            |
| ---------------- | ------------------ | ---------------------- | --------------------------------- |
| Alger 1978       | Jane Davies-Doxzon | Susan Wakhungu         | Yamina Hassan Houda Abdellah      |
| Nairobi 1987     | Myriam Berthe      | Rolake Olagbegi        | Warda Bouchabou Sally-Anne Birch  |
| Le Caire 1991    | Myriam Berthe      | Warda Bouchabou        | Dally Randriantefy Julia Muir     |
| Harare 1995      | Dally Randriantefy | Nannie De Villiers     | Natacha Randriantefy Cara Black   |
| Abuja 2003       | Clara Udofa        | Fadzai Mawisire        | Khady Berthe Omotayo Ibrahim      |
| Alger 2007       | Samia Medjahdi     | Lizaan Du Plessis      | Seheno Razafindramaso Nihel Saleh |
| Maputo 2011      | Ons Jabeur         | Chanel Simmonds        | Nour Abbes Mayar Cherif           |
| Brazzaville 2015 | Sandra Samir       | Zarah Razafimahatratra | Valeria Bhunu Grace Denga         |
| Rabat 2019       | Mayar Sherif       | Chanel Simmonds        | Sandra Samir                      |

### Double dames
| Édition          | Or                                      | Argent                                  | Bronze                                                           |
| ---------------- | --------------------------------------- | --------------------------------------- | ---------------------------------------------------------------- |
| Alger 1978       | Jane Davies-Doxzon Suzanne Wakhungu     | Samira Mahmoudi Yamina Hassan           | Olfa Abdellah Houda Abdellah Cecilia Nnadozie Victoria Omoleme   |
| Nairobi 1987     | Rolake Olagbegi Veronica Oyibokia       | Myriam Berthe Sadia Berthe              | Louisa Wekesa Judy Wakhungu Susan Wakhungu Jane Doxzon           |
| Le Caire 1991    | Julia Muir Paula Iversen                | Warda Bouchabou Samira Mahmoudi         | Veronica Oyibokia Nosa Imafidon Myriam Berthe Sadia Berthe       |
| Harare 1995      | Dally Randriantefy Natacha Randriantefy | Mareze Joubert Naina De Villiers        | Lucinda Gibbs Giselle Swart Paula Iversen Cara Black             |
| Abuja 2003       | Clara Udofa Osaro Amadin                | Fadzai Mawisire Fadzai Masiyazi         | Assa Berthe Khady Berthe Musu Bangoura Jane Bahoi                |
| Alger 2007       | Samia Medjahdi Assia Halo               | Kelly Anderson Lizaan Du Plessis        | Magy Mikhail Nehal Saleh Osaro Amadin Margriet Olagundoye        |
| Maputo 2011      | Magy Mikhail Mayar Cherif               | Ons Jabeur Nour Abbes                   | Samia Medjahdi Assia Halo Natasha Fourouclas Chanel Simmonds     |
| Brazzaville 2015 | Ola Abou Zekry Sandra Samir             | Dona Abuhabaga Moura Ishak              | Melissa Ifidzen Elizabeth Pam Valeria Bhunu Paulina Chawafambira |
| Rabat 2019       | Rana Sherif Ahmed Mayar Sherif          | Lamis Alhussein Abdel Aziz Sandra Samir | Adesuwa Osabuohien Barakat Quadre Sara Akid Rania Azziz          |

### Equipes dames
| Édition           | Or             | Argent              | Bronze     |
| ----------------- | -------------- | ------------------- | ---------- |
| Johannesburg 1999 | Afrique du Sud | Madagascar          | Algérie    |
| Abuja 2003        | Nigéria        | Zimbabwe            | Sénégal    |
| Alger 2007        | Algérie        | Afrique du Sud      | Égypte     |
| Maputo 2011       | Afrique du Sud | Égypte              | Madagascar |
| Brazzaville 2015  | Égypte         | République du Congo | Zimbabwe   |
| Rabat 2019        | Égypte         | Maroc               | Nigéria    |

## Source
- (ar) « Les sixièmes Jeux africains, Zimbabwe 1995 », Al-Ahram Sports, No 298, du 12 septembre 1995, (numéro spécial).